# دوروثي دوان
دوروثي دوان (بالإنجليزية: Dorothy Dwan)‏ هي ممثلة أمريكية، ولدت في 26 أبريل 1906 في سيداليا في الولايات المتحدة، وتوفيت في 17 مارس 1981 في فينتورا في الولايات المتحدة بسبب سرطان الرئة.

## وصلات خارجية
- دوروثي دوان على موقع IMDb (الإنجليزية)
- دوروثي دوان على موقع أول موفي (الإنجليزية)
- دوروثي دوان على موقع قاعدة بيانات الفيلم (الإنجليزية)
- دوروثي دوان على موقع كينوبويسك (الروسية)